# 1246

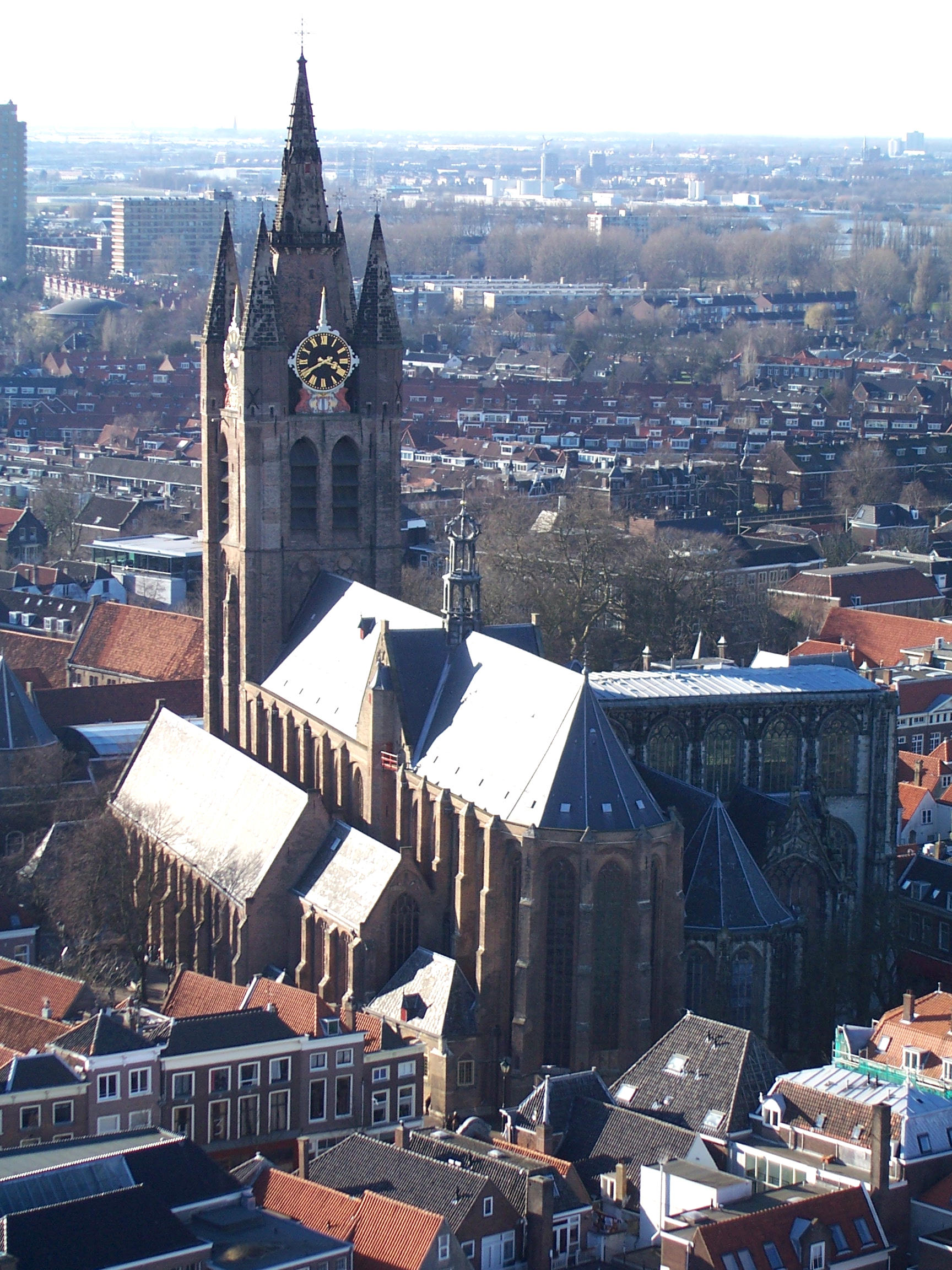
Oude Kerk, Delft (oorspronkelijk uit 1246)

Het jaar 1246 is het 46e jaar in de 13e eeuw volgens de christelijke jaartelling.

## Gebeurtenissen
januari
- 31 - Karel van Anjou, de broer van koning Lodewijk IX, trouwt met gravin Beatrix van Provence.

april
- 15 - Graaf Willem II van Holland verleent stadsrechten aan Delft.

mei
- 22 - Een aantal Duitse vorsten kiest Hendrik Raspe IV tot tegenkoning van Duitsland tegen de afgezette keizer Frederik II.

augustus
- 2 augustus - Herman II van Loon draagt kasteel Bredevoort evenals Eibergen, Neede, Groenlo en Geesteren over aan Otto II van Gelre
- 5 - Slag aan de Nidda: Hendrik Raspe verslaat Koenraad IV, zoon en medekoning van Frederik II.

zonder datum
- Het Vorstendom Tsjernigov wordt gedeeld. Ontstaan van onder meer het Vorstendom Novosil.
- Koning Lodewijk IX komt tot arbitrage in de Vlaams-Henegouwse Successieoorlog: Gwijde van Dampierre wordt erfgenaam in Vlaanderen, Jan van Avesnes in Henegouwen. De strijd duurt echter voort.
- Jan van Avesnes trouwt met Aleid van Holland.
- kloosterstichting: Minderbroederklooster Utrecht
- oudst bekende vermelding: Braunfels, Ferlach, Frauenfeld, Geffen, Merksem

## Opvolging
- Berg - Hendrik IV van Limburg opgevolgd door zijn zoon Adolf IV
- kanaat van Chagatai - Qara Hülëgü opgevolgd door zijn oom Yesü Möngke
- Gwynedd (Wales) - Dafydd ap Llywelyn opgevolgd door zijn neven Llywelyn ap Gruffydd en Owain Goch
- Japan - Go-Saga opgevolgd door zijn zoon Go-Fukakusa
- Limburg - Limburg opgevolgd door zijn zoon Walram IV
- Manipur - Thingbai Selhongba opgevolgd door Puroon Thaaba
- Mongoolse Rijk - Töregene (regent) opgevolgd door haar zoon Güyük
- Oostenrijk en Stiermarken: Frederik II opgevolgd door zijn aangetrouwde neef Wladislaus III van Moravië
- Opole - Mieszko II opgevolgd door zijn broer Wladislaus I

## Afbeeldingen

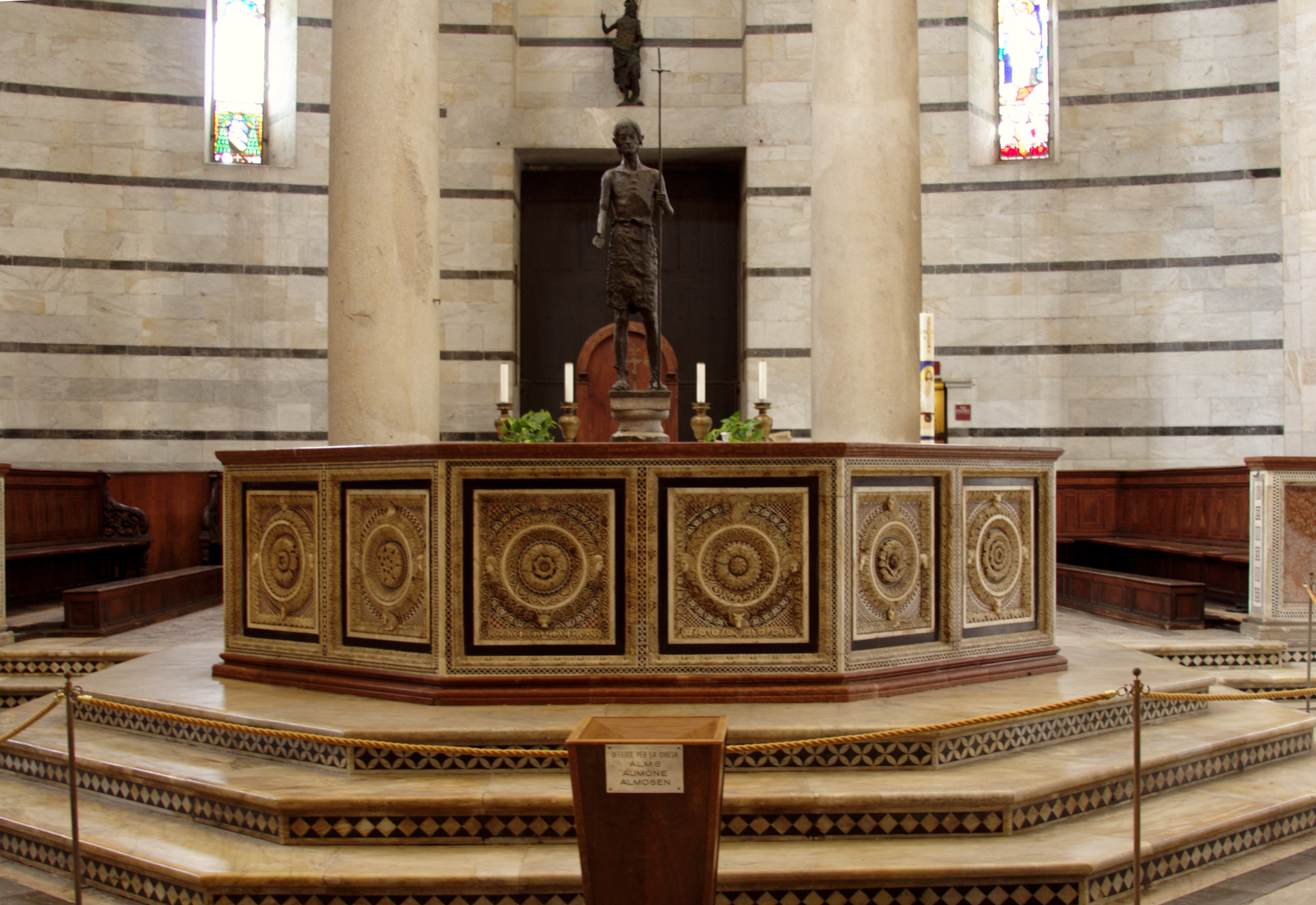
Doopvont van het Baptisterium in Pisa, Guido Bigarelli da Como (1246)
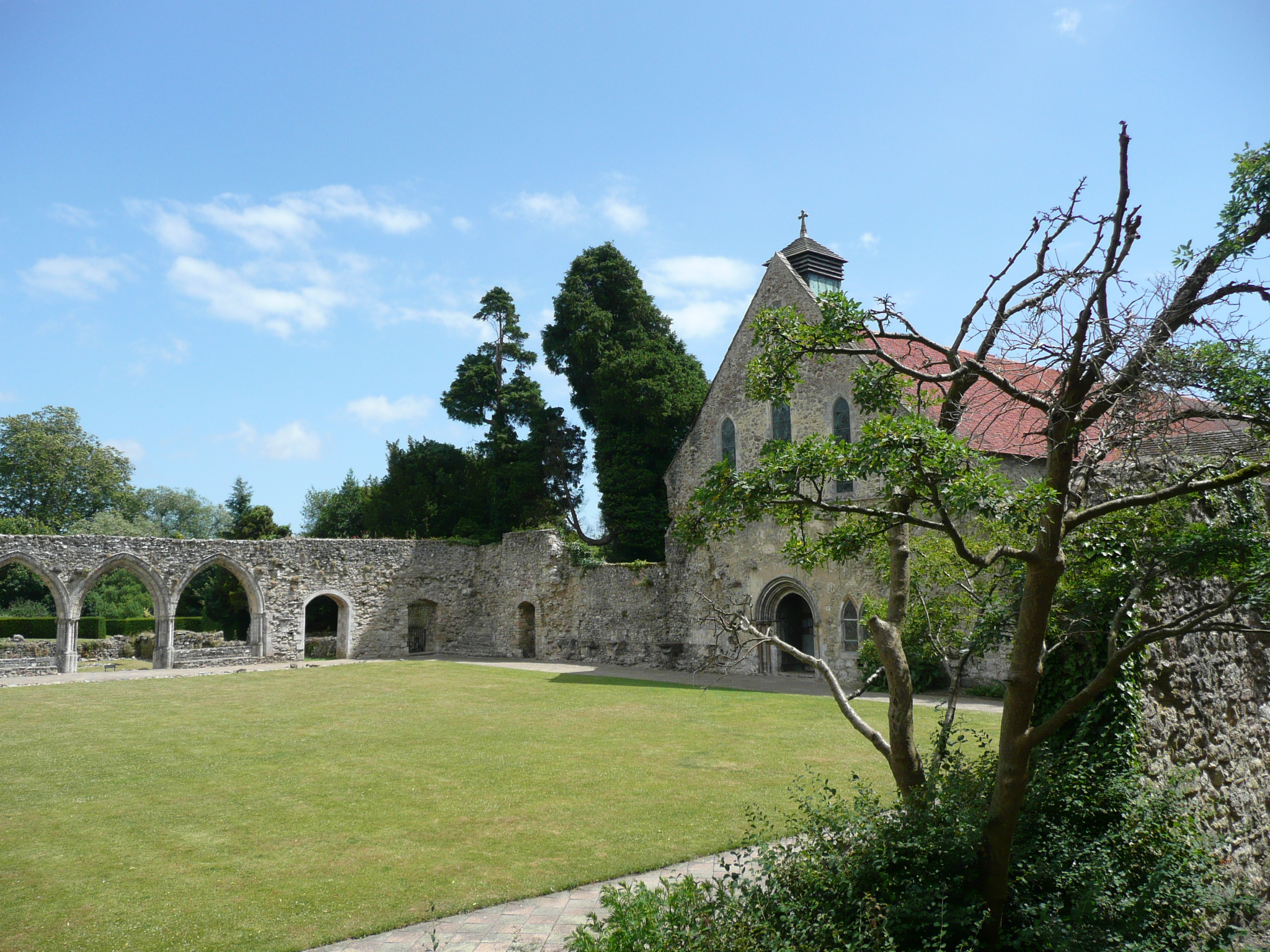
Beaulieu Abbey, gesticht 1203/1204, maar na 40 jaar bouwen in 1246 ingewijd

## Geboren
- 24 maart - Hendrik Bate, Vlaams filosoof
- Dragpa Öser, Tibetaans geestelijke
- Otto V, markgraaf van Brandenburg-Salzwedel (jaartal bij benadering)

## Overleden
- 25 februari - Dafydd ap Llywelyn (~33), prins van Gwynedd
- 25 februari - Hendrik IV, graaf van Limburg en Berg (of 1247)
- 4 juni - Isabella van Angoulême, echtgenote van Jan zonder Land
- 15 juni - Frederik II (35), hertog van Oostenrijk en Stiermarken (1230-1246)
- 16 juni - Lutgardis van Tongeren (~63), Vlaams mystica
- 22 juni - Theodora Angelina, echtgenote van Leoppold VI van Oostenrijk
- 8 november - Berenguela, koningin van Castilië en Leon (1217)
- 16 oktober - Robert van Thourotte, prins-bisschop van Luik
- 22 oktober - Mieszko II de Vette (~26), hertog van Opole
- Alice van Champagne, echtgenote van Hugo I van Cyprus, regent van Jeruzalem